# Люцернов, Иван Гаврилович
Иван Гаврилович Люцернов (1836, Саратовская губерния — 8 июля 1888, Самара) — российский богослов и педагог; священник Русской православной церкви перешедший в старообрядчество.

## Биография
Иван Люцернов родился в 1836 году в семье священника Саратовской епархии. Воспитывался в местной духовной семинарии, по окончании курса в которой в 1856 году состоял священником в одном из сёл Самарской губернии.
Некоторое время спустя он оставил приход и, взяв с собою жену и детей, отправился в Казань, где поступил в число студентов Казанской духовной академии, где семью Люцерновых по началу ждали большие финансовые трудности. Сначала он служил обедни в разных церквях по найму, а в 1870 году получил свой приход, который, однако, в следующем году был упразднен. Тогда при содействии одного знакомого профессора университета он получил место священника при университетских клиниках. Ему приходилось в одно и то же время поддерживать существование большой семьи, лечить больную жену, управлять приходом, бегать за пять вёрст в Академию и составлять лекции профессоров. В этот период времени Люцернов очень враждебно относился к старообрядчеству и видел в нём прежде всего продукт народного невежества.
Архиепископ Антоний давал ему разные поручения по части раскола, как человеку до фанатизма ненавидевшему сектантство. Ему поручено было написать протест в Синод по случаю избрания в 1871 году старообрядца Романова на должность казанского городского головы. Этот протест не был уважен, и Люцернов воспринял это как личное оскорбление.
Окончив в 1872 году Казанской духовную академию со степенью кандидата богословских наук, он был назначен преподавателем гомилетики в Волынскую духовную семинарию, откуда в 1873 году был перемещён смотрителем в Нолинское духовное училище (Вятская губерния), а затем в город Омск настоятелем тюремной церкви (1876), где преподавал Закон Божий в нескольких учебных заведениях, и наконец в 1877 году перешёл преподавателем гомилетики в Тобольскую духовную семинарию.
Одновременно с преподавательской деятельностью И. Г. Люцернов продолжал заниматься богословскими работами и здесь его ожидали те неудачи, которые в итоге привели его к решению оставить православие и перейти в старообрядчество. В 1880 году он представил в совет Казанской духовной академии диссертацию на степень магистра богословия, под заглавием: «Исторический обзор пастырской, учительской, руководительной и религиозно-воспитательной деятельности в христианстве». Но эта диссертация, наполненная массой отсылок на учёных богословов западной церкви, не была одобрена академической конференцией на том основании, что она проникнута рационалистическим направлением и содержит в себе неправославное, заимствованное у Гиббона, учение о происхождении церковной иерархии. После этой неудачи Люцернов оставался преподавателем в Тобольской духовной семинарии лишь до ревизии последней, произведенной Миропольским. Отстранённый от педагогической деятельности в 1884 году, Люцернов хотел было поступить на епархиальную службу в Саратовской губернии, но не принятый и там, уклонился в том же году в раскол и стал раскольничьим священником в Саратовской губернии. М. Попов на страницах «РБСП» в статье о нём утверждает, что Люцернов отступил от православия «из-за материальных выгод», но Г. И. Успенский, лично знавший Люцернова, характеризует его скорее человеком, преданным идее.

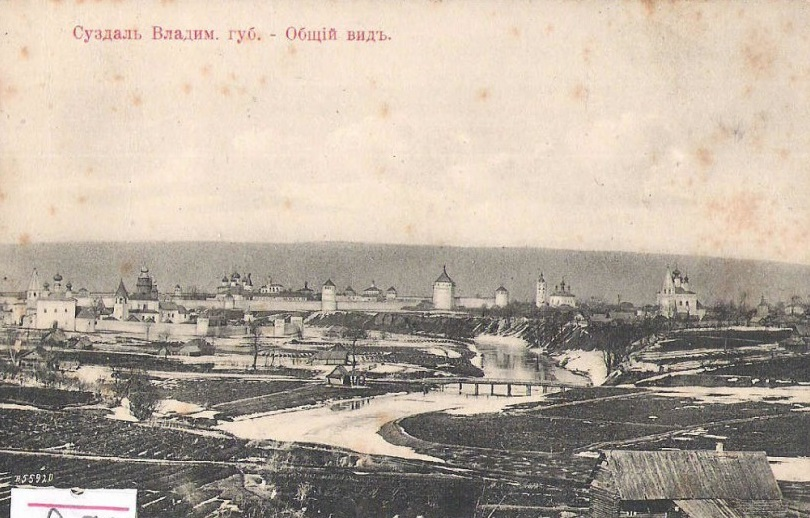
Спасо-Евфимиев монастырь

В 1885 году, при обыске одного дома крестьянина деревни Нечаевки, Вольского уезда, Люцернова застали за совершением им литургии по раскольничьему обряду. Не лишая его сана, Синод отправил его на покаяние в город Суздаль в Спасо-Евфимиев монастырь, где он должен был находиться под строгим надзором. Но Люцернов пробыл здесь недолго: в 1886 году он, при содействии раскольников, бежал из монастыря и, несмотря на принятые к поимке меры, сумел скрыться. После этого побега Люцернов был лишен сана и исключен из духовного звания; но это обстоятельство его нисколько не смутило, напротив, он почувствовал себя свободнее и увидел, что может безбоязненно отдаться своей деятельности среди раскольников, в качестве раскольничьего попа.
Поселившись в Саратове, он совершал различные богослужения не только в городе, но и в уездах Саратовской и Самарской губернии. Из Саратова Иван Гаврилович Люцернов вскоре переселился в Самару, где и скончался 8 июля 1888 года.
Люцернов напечатал статью: «Самостоятельность церковноприходских общин в древней Руси», а после его смерти несколько его статей были опубликованы в журнале «Старообрядец».